# Eifeliense
| Era Eratema | Periodo Sistema | Época Serie       | Edad Piso                | Inicio, en millones de años |
| ----------- | --------------- | ----------------- | ------------------------ | --------------------------- |
| Paleozoico  | Pérmico         | Pérmico           | Pérmico                  | 298,9±0,15                  |
| Paleozoico  | Carbonífero     | Carbonífero       | Carbonífero              | 358,86±0,19                 |
| Paleozoico  | Devónico        | Superior/Tardío   | Fameniense Famenniano    | 372,15±0,46                 |
| Paleozoico  | Devónico        | Superior/Tardío   | Frasniense Frasniano     | 382,31±1,36                 |
| Paleozoico  | Devónico        | Medio             | Givetiense Givetiano     | 387,95±1,04                 |
| Paleozoico  | Devónico        | Medio             | Eifeliense Eifeliano     | 393,47±0,99                 |
| Paleozoico  | Devónico        | Inferior/Temprano | Emsiense Emsiano         | 410,62±1,95                 |
| Paleozoico  | Devónico        | Inferior/Temprano | Pragiense Pragiano       | 413,02±1,91                 |
| Paleozoico  | Devónico        | Inferior/Temprano | Lochkoviense Lochkoviano | 419,62±1,36                 |
| Paleozoico  | Silúrico        | Silúrico          | Silúrico                 | 443,1±0,9                   |
| Paleozoico  | Ordovícico      | Ordovícico        | Ordovícico               | 486,8 ±1,5                  |
| Paleozoico  | Cámbrico        | Cámbrico          | Cámbrico                 | 538,8±0,6                   |

El Eifeliense o Eifeliano es el primer piso y edad del Devónico Medio en la escala temporal geológica. Sucede al Emsiense (último piso y edad del Devónico Inferior/Temprano) y precede al Givetiense. Se inició hace unos 393,47 millones de años y terminó hace unos 382,31 millones de años.
El Eifeliense se introdujo en la literatura científica por el geólogo belga André Dumont en 1847. El nombre procede de Eifel, región de vulcanismo pleistoceno entre Bélgica y Alemania.

## Sección estratotipo y punto de límite global (GSSP)
La sección estratotipo y punto de límite global (GSSP) para la base del Eifeliense está en la sección Wetteldorf Richtschnitt, el municipio de Schönecken (distrito de Bitburg-Prüm, estado de Renania-Palatinado, Alemania). Se caracteriza por la primera aparición del conodonto Polygnathus costatus partitus. El piso y el GSSP fueron aprobados por la Comisión Internacional de Estratigrafía y ratificados posteriormente por la Unión Internacional de Ciencias Geológicas en 1985.
El techo del Eifeliense se define por el GSSP de la base del Givetiense, que se caracteriza por la primera aparición del conodonto Polygnathus hemiansatus.